# Ryo Noda
Ryo Noda (野田 燎, Noda Ryo) é um compositor e músico japonês que escreveu várias obras para saxofone clássico.

## Vida
Ryo Noda nascido em Amagasaki, Japão, em 1948, tem sido aclamado em todo o hemisfério ocidental para seu perfeito controle, poderosas improvisações de vanguarda e inovadoras técnicas de atuar. Enquanto ele é um dos principais expoentes da nova música japonesa para o saxofone, seu repertório inclui também música ocidental do barroco, clássico e períodos românticos. Noda foi formado pela Faculdade de Música de Osaka como um saxofonista. Ele continuou seus estudos de música avançados na Universidade Northwestern (Estados Unidos), sob Fred L. Hemke e no Conservatório de Bordeaux (França), com Jean-Marie Londeix. O trabalho de Noda como compositor foi reconhecido em 1973, quando ele foi premiado com o Prêmio de Composição SACEM.

## Obras famosas
- Improvisation I, II, & III
- Mai, Paris 1975 para saxofone solo
- Phoenix
- Gen
- Requiem (Shin Én) para saxofone solo
- Murasaki No Fuchi para dueto de saxofone (AA ou ST)